# Segunda División 1955-1956 (Messico)
Il campionato di calcio di Segunda División messicana 1955-1956 è stato il sesto campionato di secondo livello del Messico. Cominciò il 10 luglio 1955 e si concluse il 16 gennaio del 1956. Vide la vittoria finale del Monterrey, con relativa promozione in Primera División.

## Squadre partecipanti
| Club              | Città                 | Stadio                               | Stagione 1954-1955            |
| ----------------- | --------------------- | ------------------------------------ | ----------------------------- |
| Celaya            | Celaya                | Estadio Emilio Butragueño            | 11º posto in Segunda División |
| Independiente     | Toluca                | Campo del Tívoli                     | 12º posto in Segunda División |
| Laguna            | Torreón               | Campo del Club San Isidro            | 5º posto in Segunda División  |
| La Piedad         | La Piedad             | Estadio Juan Nepomuceno López        | 7º posto in Segunda División  |
| Marte             | Cuernavaca            | Estadio Centenario                   | 12º posto in Primera División |
| Montecarlo        | Irapuato              | Estadio Irapuato                     | non partecipa.                |
| Deportivo Morelia | Morelia               | Campo Morelia                        | 6º posto in Segunda División  |
| Monterrey         | Monterrey             | Estadio Cuauhtémoc.                  | 7º posto in Segunda División  |
| Oviedo            | Tlalnepantla de Baz   | Estadio Campo Deportivo Tlalnepantla | non partecipa.                |
| Politécnico       | Città del Messico     | Estadio Olímpico Universitario       | 13º posto in Segunda División |
| Pumas UNAM        | Città del Messico     | Estadio Olímpico Universitario       | 14º posto in Segunda División |
| Querétaro         | Santiago de Querétaro | Estadio Corregidora                  | 3º posto in Segunda División  |
| San Sebastián     | León                  | Estadio La Martinica                 | 10º posto in Segunda División |

## Classifica finale
|  | Pos. | Squadra              | Pt | G  | V  | N | P  | GF | GS | DR  |
|  | ---- | -------------------- | -- | -- | -- | - | -- | -- | -- | --- |
|  | 1.   | Monterrey            | 34 | 24 | 13 | 8 | 3  | 42 | 31 | +11 |
|  | 2.   | La Piedad            | 33 | 24 | 13 | 7 | 4  | 40 | 24 | +16 |
|  | 3.   | Deportivo Morelia    | 32 | 24 | 13 | 6 | 5  | 38 | 20 | +18 |
|  | 4.   | Celaya               | 32 | 24 | 13 | 6 | 5  | 41 | 26 | +15 |
|  | 5.   | Querétaro            | 31 | 24 | 12 | 7 | 5  | 53 | 28 | +25 |
|  | 6.   | Laguna               | 28 | 24 | 12 | 4 | 8  | 48 | 33 | +15 |
|  | 7.   | Montecarlo Irapuato  | 27 | 24 | 13 | 1 | 10 | 44 | 40 | +4  |
|  | 8.   | Pumas UNAM           | 22 | 24 | 8  | 6 | 10 | 32 | 35 | -3  |
|  | 9.   | Politécnico          | 21 | 24 | 6  | 9 | 9  | 30 | 34 | -4  |
|  | 10.  | San Sebastián        | 19 | 24 | 6  | 7 | 11 | 34 | 42 | -8  |
|  | 11.  | Oviedo Tlalnepantla  | 14 | 24 | 5  | 4 | 15 | 27 | 42 | -15 |
|  | 12.  | Independiente Toluca | 12 | 24 | 4  | 4 | 16 | 28 | 54 | -26 |
|  | 13.  | Marte                | 7  | 24 | 1  | 5 | 18 | 23 | 71 | -48 |

Legenda:
      Promosso in Primera División
Note:
Due punti a vittoria, uno a pareggio, zero a sconfitta.

## Verdetti Finali
- Monterrey,  promosso in Primera División 1956-1957.
- Nessuna retrocessione.